# Crepidodera fulvicornis
Crepidodera fulvicornis es un coleóptero de la familia Chrysomelidae. Fue descrita científicamente en 1792 por Fabricius.